# Hệ thống quản lý tài liệu
Hệ thống quản lý tài liệu (DMS) là một hệ thống phần mềm được sử dụng để lưu trữ, tổ chức, quản lý và theo dõi các tài liệu điện tử, cho phép người dùng truy cập, chia sẻ và kiểm soát thông tin một cách hiệu quả.
Một số hệ thống còn có tính năng theo dõi lịch sử, ghi lại nhật ký các phiên bản do người dùng tạo ra và chỉnh sửa. DMS có nét tương đồng với hệ thống quản lý nội dung, và thường được xem là một phần của hệ thống quản lý nội dung doanh nghiệp (ECM).  DMS cũng liên quan đến quản lý tài sản kỹ thuật số, hình ảnh tài liệu, quy trình làm việc và quản lý hồ sơ.

## Lịch sử
Nhiều hệ thống quản lý tài liệu điện tử lưu trữ tài liệu ở định dạng gốc (như Word, Excel, PDF), nhưng một số hệ thống nền web lại chọn lưu trữ dưới dạng HTML. Lựa chọn này giúp đơn giản hóa việc tìm kiếm nội dung và cho phép hệ thống hoạt động như một nền tảng xuất bản hoặc quản lý chính sách.
Các tính năng tìm kiếm nâng cao như truy vấn boolean, phân tích cụm và phân tích gốc ngày càng quan trọng trong hệ thống quản lý tài liệu (DMS) bởi người dùng đã quen với việc tìm kiếm thông tin trên internet và mong muốn tìm thấy tài liệu cần thiết một cách nhanh chóng mà không mất nhiều thời gian sắp xếp hay phân loại.